# Station West St Leonards
West St Leonards is een spoorwegstation van National Rail in Bulverhythe, Hastings in Engeland. Het station is eigendom van Network Rail en wordt beheerd door Southeastern. 